# 14 frimaire
14 brumaire 14 nivôse
Le quartidi 14 frimaire, officiellement dénommé jour du sapin, est le 74e jour de l'année du calendrier républicain.
C'était généralement le 4e jour du mois de décembre dans le calendrier grégorien.